# 히가시우스키군

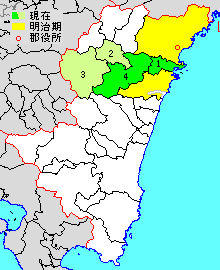
히가시우스키 군의 위치

히가시우스키군(일본어: 東臼杵郡, ひがしうすきぐん)은 일본 미야자키현의 군이다.
인구 23,975명, 면적 1,294.21km², 인구밀도 18.5명/km².(2025년 5월 1일, 추계인구)
이하 2정 2촌으로 구성된다.
- 가도가와정(門川町)
- 미사토정(美郷町)
- 시바촌(椎葉村)
- 모로쓰카촌(諸塚村)

## 역사
- 2006년 1월 1일 - 난고 촌·사이고 촌·기타고 촌이 합병해 미사토 촌이 성립하였다.
- 2006년 2월 20일 - 기타카타 정·기타우라 정이 노베오카시에 편입되었다.
- 2006년 2월 25일 - 도고 정이 휴가시에 편입되었다.
- 2007년 3월 31일 - 기타가와 정이 노베오카 시에 편입되었다.